# 大佐良斯凱
49°42′12″N 37°11′55″E / 49.70333°N 37.19861°E
大佐良斯凱（烏克蘭語：Верхньозорянське）是位於烏克蘭東部的村莊，由哈爾科夫州庫皮揚斯克區的舍夫琴科韦市镇負責管轄。該村始建於1906年，面積0.55平方公里，海拔高度122米，2001年人口244，人口密度每平方公里443.6人。